# 箭亭 (北京故宫)

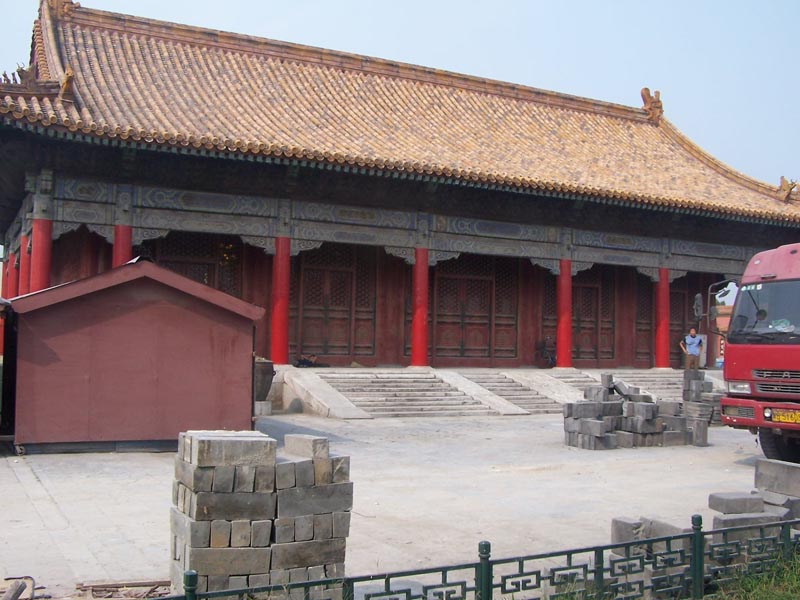
箭亭南侧

箭亭，位于紫禁城东部景运门外、奉先殿以南的开阔平地上，是清朝皇帝及其子孙名義上练习骑马射箭之所。惟清帝及其眷屬很少待在紫禁城，實際皇子皇孫們學習騎馬、校射的地方為圓明園山高水長樓旁「西廠」或稱「西苑」。

## 历史
箭亭始建于清朝雍正八年（1730年）。为防止满族受到汉族同化而导致祖制湮灭，特建设箭亭，供清朝皇帝及其子孙练习骑马射箭。乾隆帝和嘉庆帝均曾在箭亭射箭并且操演武艺。每逢皇帝及其子孙在此跑马射箭时，便在箭亭前摆放箭靶，列队于两侧的武士摇旗擂鼓。咸丰元年（1851年），皇帝在箭亭阅十五善射。清朝初年规定，特许在大内骑马的王公大臣凡入东华门者，一律在箭亭前下马，所以箭亭四周的空旷之地是当年拴歇马匹之处。
2016年，故宫博物院新开放断虹桥至隆宗门、箭亭至文华殿、西河沿区域这三个通道区域，故宫开放面积由此从65%增加到76%。2017年2月20日，在杭州开启铜雕五牛进故宫文化展示的起运仪式。铜雕五牛是由朱炳仁根据故宫博物院藏唐代韩滉《五牛图》而塑造，运抵故宫后被摆放在箭亭南侧。

## 建筑
箭亭实际上是一座独立的大殿。坐北朝南，面阔五间，进深三间，黄琉璃瓦歇山顶，四面出廊。箭亭内的20根朱漆大柱直接承托着梁架，从而减少了斗拱层叠的层次，这是宫殿建筑大式做法中较罕见的。箭亭东、西两侧的山墙磨砖对缝，不开窗户；南、北两面则各辟菱花槅扇门，其中南侧五扇、北侧三扇，共计八扇。箭亭中央设有宝座，宝座东侧有卧碣1座，刊刻着乾隆十七年（1752年）上谕，内容是要求满清贵族“衣服语言，悉遵旧制”，“操演技勇，时时练习骑射”，并且告诫子孙“永垂法守”。箭亭前为宽敞开阔的平地，是殿试武进士阅技勇之处，届时需要考试马步、射弓、刀石。嘉庆十三年（1808年），清仁宗又在箭亭内的西侧立石碑，再度告诫子孙“不效汉俗”。如今，箭亭建筑保存完好。